# Novolakskoe
Novolakskoe (in russo  Новолакское?; in ceceno: Бони-Эвла) è un villaggio della Russia situato nel Daghestan. Appartiene al rajon Novolakskij di cui è il centro amministrativo.
Il villaggio si trova 16 km a sud-ovest di Chasavjurt.